# Torrubiella hemipterigena
Torrubiella hemipterigena är en svampart som beskrevs av Petch 1932. Torrubiella hemipterigena ingår i släktet Torrubiella och familjen Cordycipitaceae.   Inga underarter finns listade i Catalogue of Life.